# Championnats d'Europe de course en montagne 2010
Navigation
2009 2011
Les championnats d'Europe de course en montagne 2010 sont une compétition de course en montagne qui s'est déroulée le 4 juillet 2010 à Sapareva Banya en Bulgarie. Il s'agit de la seizième édition de l'épreuve.

## Résultats
La course senior masculine s'est disputée sur un parcours de 12,2 km comportant un dénivelé positif de 685 m. Le Turc Ahmet Arlsan remporte son quatrième titre d'affilée. Il devance les Italiens Martin Dematteis et Marco De Gasperi. Avec trois athlètes dans le top 5, l'Italie remporte aisément le classement par équipes devant la France et l'Espagne.
La course féminine se dispute sur un parcours de 9 km avec 495 m de dénivelé positif, elle est remportée par la Française Marie-Laure Dumergues qui bat la championne du monde 2009 Valentina Belotti. La Russe Elena Nagovitsyna complète le podium. Le classement par équipes féminin est remporté par l'Italie qui devance la France et la Russie.
L'épreuve junior masculine est disputée le même circuit que les seniors femmes, elle est remportée par le Turc Hüseyin Pak. Le parcours junior féminin fait 4,6 km avec 235 m de dénivelé positif, la course est remportée par la Roumaine Denisa Dragomir.

### Seniors
| Rang               | Athlète           | Pays    | Temps       |
| ------------------ | ----------------- | ------- | ----------- |
| Médaille d'or      | Ahmet Arlsan      | Turquie | 46 min 14 s |
| Médaille d'argent  | Martin Dematteis  | Italie  | 46 min 40 s |
| Médaille de bronze | Marco De Gasperi  | Italie  | 47 min 19 s |
| 4                  | Julien Rancon     | France  | 47 min 22 s |
| 5                  | Gabriele Abate    | Italie  | 47 min 42 s |
| 6                  | Bernard Dematteis | Italie  | 47 min 57 s |
| 7                  | Abdülkadir Türk   | Turquie | 48 min 10 s |
| 8                  | Emmanuel Meyssat  | France  | 48 min 29 s |

| Rang               | Pays                                                                                          | Points |
| ------------------ | --------------------------------------------------------------------------------------------- | ------ |
| Médaille d'or      | Italie Martin Dematteis (2e) Marco De Gasperi (3e) Gabriele Abate (5e) Bernard Dematteis (6e) | 10     |
| Médaille d'argent  | France Julien Rancon (4e) Emmanuel Meyssat (8e) Raymond Fontaine (18e) Saïd Jandari (30e)     | 30     |
| Médaille de bronze | Espagne Javier Crespo (9e) Cristofol Castañer (10e) Vicente Capitán (19e)                     | 38     |

| Rang               | Athlète               | Pays     | Temps       |
| ------------------ | --------------------- | -------- | ----------- |
| Médaille d'or      | Marie-Laure Dumergues | France   | 39 min 13 s |
| Médaille d'argent  | Valentina Belotti     | Italie   | 39 min 29 s |
| Médaille de bronze | Elena Nagovitsyna     | Russie   | 39 min 44 s |
| 4                  | Antonella Confortola  | Italie   | 40 min 11 s |
| 5                  | Lucija Krkoč          | Slovénie | 40 min 17 s |
| 6                  | Cristina Scolari      | Italie   | 40 min 33 s |
| 7                  | Milka Mihaylova       | Bulgarie | 40 min 36 s |
| 8                  | Carla Martinho        | Portugal | 40 min 56 s |

| Rang               | Pays | Points |
| ------------------ | --- | ------ |
| Médaille d'or      | Italie Valentina Belotti (2e) Antonella Confortola (4e) Cristina Scolari (6e) Maria Grazia Roberti (11e) | 12     |
| Médaille d'argent  | France Marie-Laure Dumergues (1re) Laetitia Roux (17e) Fiona Porte (19e)                                 | 37     |
| Médaille de bronze | Russie Elena Nagovitsyna (3e) Zhanna Vokueva (16e) Elena Marsova (20e) Yulia Khazova (37e)               | 39     |

### Juniors
| Rang               | Athlète               | Pays     | Temps       |
| ------------------ | --------------------- | -------- | ----------- |
| Médaille d'or      | Hüseyin Pak           | Turquie  | 35 min 16 s |
| Médaille d'argent  | Sebahattin Yildirimci | Turquie  | 35 min 43 s |
| Médaille de bronze | Jente Joly            | Belgique | 36 min 10 s |

| Rang               | Pays                                                                                            | Points |
| ------------------ | ----------------------------------------------------------------------------------------------- | ------ |
| Médaille d'or      | Turquie Hüseyin Pak (1er) Sebahattin Yildirimci (2e) Sönmez Dağ (8e) Mehmet Şirin Erdoğan (21e) | 11     |
| Médaille d'argent  | Italie Paolo Ruatti (4e) Andrea Debiasi (5e) Marco Barbuscio (25e) Federico Vaglia (31e)        | 34     |
| Médaille de bronze | Royaume-Uni Robbie Simpson (6e) Michael Kallenberg (13e) Alex Hendry (16e)                      | 35     |

| Rang               | Athlète              | Pays     | Temps       |
| ------------------ | -------------------- | -------- | ----------- |
| Médaille d'or      | Denisa Dragomir      | Roumanie | 18 min 28 s |
| Médaille d'argent  | Yagmur Tarhan        | Turquie  | 19 min 13 s |
| Médaille de bronze | Anastasia Mikhaylova | Russie   | 19 min 25 s |

| Rang               | Pays                                                                    | Points |
| ------------------ | ----------------------------------------------------------------------- | ------ |
| Médaille d'or      | Turquie Yagmur Tarhan (2e) Burcu Dağ (4e) Sevilay Eytemiş (9e)          | 6      |
| Médaille d'argent  | Russie Anastasia Mikhaylova (3e) Faina Ovsyannikova (7e)                | 10     |
| Médaille de bronze | Roumanie Denisa Dragomir (1re) Cristina Negru (11e) Laura Popescu (25e) | 12     |